# A halott Krisztus teste a sírban
A halott krisztus teste a sírban (Der Leichnam Christi im Grabe) az ifjabb Hans Holbein festménye, amely a bázeli szépművészeti múzeum (Kunstmuseum Basel) gyűjteményének része.
A hársfalemezre olajfestékkel felvitt kép az 1520-as évek elején készült, hogy milyen célból, azt nem tudni. Elképzelhető, hogy Holbein egy szárnyasoltárra szánta, hasonlóan Thomas Grünewald isenheimi oltárképéhez, amelyet jól ismert. Lehetséges, hogy felajánlási tárgynak készült, vagy körmeneteken vitték, esetleg egy sírra szánták. Az északi reneszánsz stílusban festett kép a sírjában fekvő Jézust ábrázolja szokatlan dimenzióbanː a festmény hossza 200, magassága 30,5 centiméter.
A festmény modellje állítólag egy holttest volt, amelyet a Rajnából emeltek ki. Jézus a képen szinte csontig soványodott, megviselt, szinte groteszk figura. Látszik rajta, hogy megkezdődött teste bomlása, szeme tág, tekintete üveges, szája nyitva. Az oldalán ott van a római lándzsa ütötte seb, a kezén és a lábán pedig kivehetők a szögek nyomai.

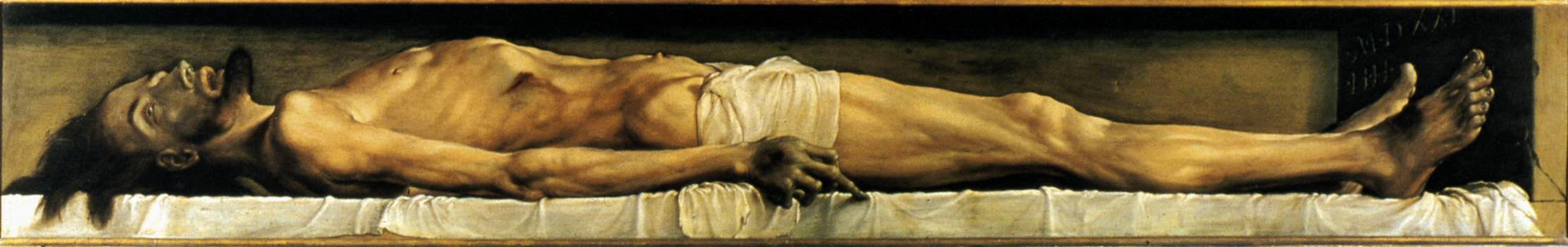